# Tabak- und Salzmuseum Tokio
Das Tabak- und Salzmuseum (たばこと塩の博物館 Tabako to shio no hakubutsukan) in Tokio wurde von der japanischen Tabakgesellschaft Japan Tobacco Inc. (engl. für die 日本たばこ産業株式会社 Nihon Tabako Sangyō Kabushiki-gaisha, wörtl. „Japanische Tabakindustrie AG“), abgekürzt JT, gegründet.

## Geschichte

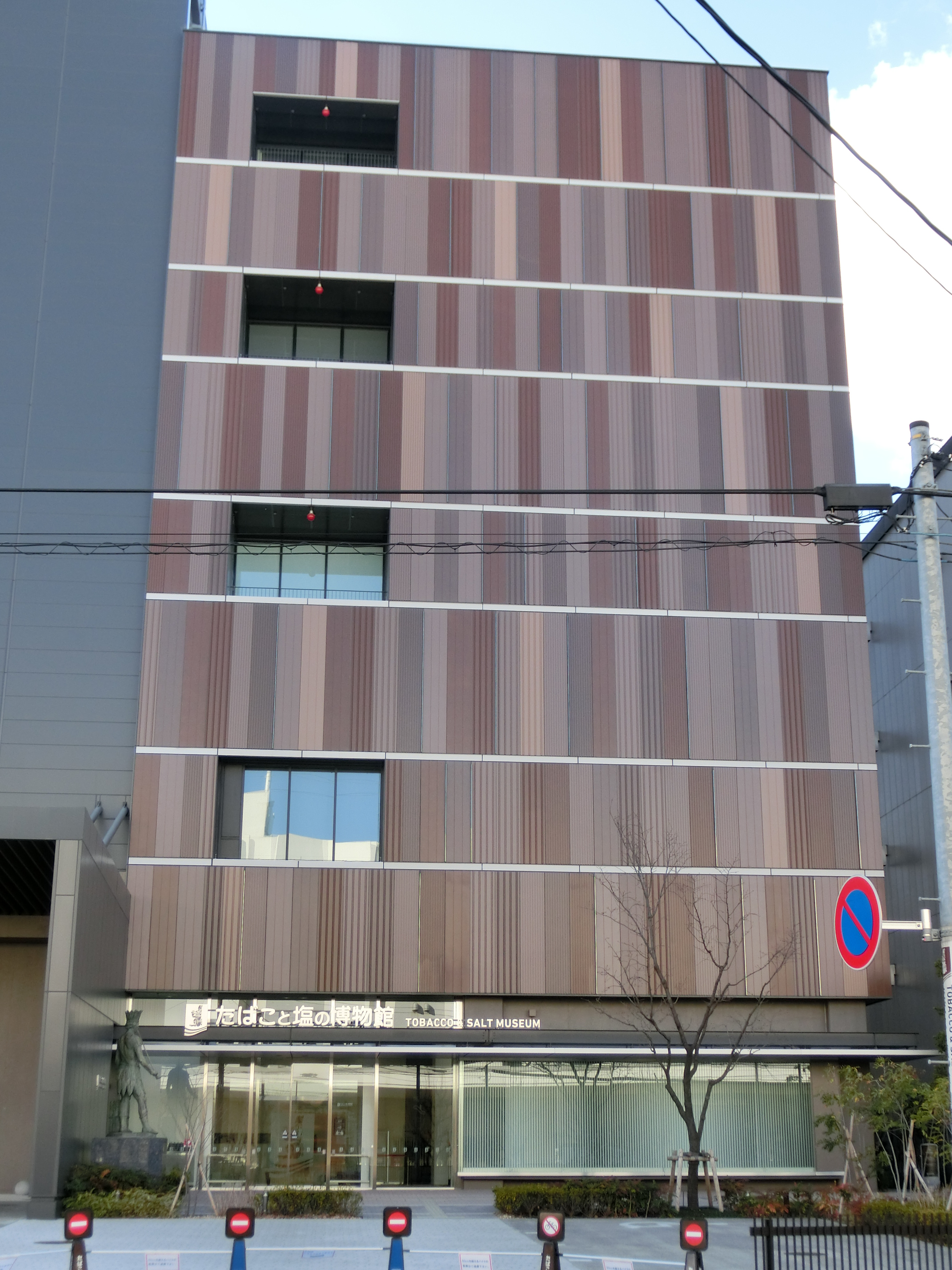
Tabak- und Salzmuseum in Sumida

1978 wurde das Tabak- und Salzmuseum vom staatlichen Vorläufer (日本専売公社 Nippon senbai kōsha, ~ „öffentliche japanische Monopolgesellschaft“) der JT in Jinnan im Bezirk (engl. „City“) Shibuya der Präfektur (engl. „Metropolis“) Tokio eröffnet. 2013 wurde es an dem Standort geschlossen und nahm seinen Betrieb dann 2015 im Stadtteil Yokokawa im Bezirk Sumida in einem größeren Gebäude wieder auf. Das Museum wurde von der Japan Tobacco Inc. aufgebaut, um die Geschichte und die Kultur des Tabaks und des Speisesalzes darzustellen. Beides, Tabak und Salz, war in Japan lange als staatseigenes Monopol und wichtiges Gut geschützt.

## Gebäude
Das Gebäude in Sumida diente der Japan Tobacco GmbH früher als Lager und wurde umgebaut, um außerdem auch das Museum zu beherbergen. Außer einer seismischen Nachrüstung des gesamten Gebäudes wurde auch die Fassade neu verkleidet, sodass das Innere besonderen Schutz vor Feuchtigkeit und Temperaturschwankungen durch Sonneneinstrahlung erhielt, was für die Museumsexponate von Wichtigkeit ist.
Seitlich vor dem vierstöckigen Tabak- und Salzmuseum steht die Figur eines Pfeife rauchenden Ureinwohners Amerikas. Zu ebener Erde befinden sich neben dem Eingang ein Museumsshop und ein Raum für Workshops. In der ersten Etage gibt es einen Raum für Sonderausstellungen, die Ausstellung World of Salt sowie Computerplätze, an denen die Besucher an den Geräten ein Salz-Quiz lösen können. Die permanente Ausstellung History and Culture of Tobacco befindet sich in der zweiten Etage zusammen mit einem Vortragssaal. In der dritten Etage gibt es einen Lesesaal und in der obersten Etage einen Aufenthaltsraum.

## Ausstellung

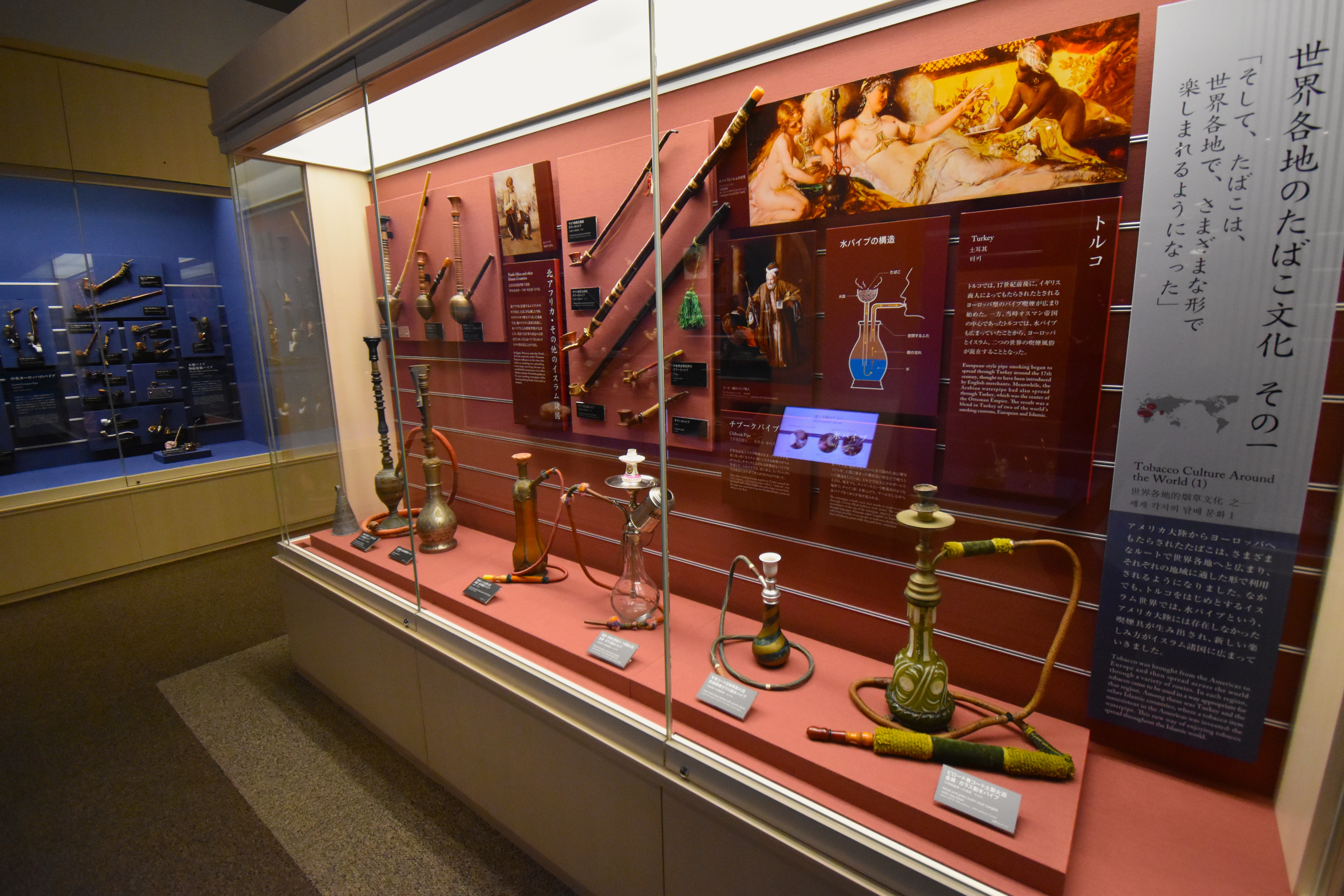
Tabakpfeifen aus der islamischen Welt

Das Museum beherbergt sowohl zwei permanente Ausstellungen als auch kurze Sonderausstellungen, die meist mit Tabak bzw. Speisesalz in Zusammenhang stehen.
Die Ausstellung History of Tobacco beginnt mit der Tabaktradition in verschiedenen Teilen Amerikas. Dokumentiert wird dann, wie Tabak im 16. Jahrhundert nach Japan kam. Ausgestellt sind Tabakpfeifen aus verschiedenen Ländern, Schnupftabakdosen, historische Zigarettenwerbungen und die Nachbildung eines Tabakgeschäfts aus der Edo-Zeit. Zu diesem Museumsteil gehören auch alte japanische Tabakbeutel und alte, verzierte, japanische Tabak-Sets mit Aschenbechern und Pfeifen.
In der Ausstellung World of Salt wird eine traditionelle japanische Salzgewinnungsmethode aus Meerwasser gezeigt, wie sie auf der Noto-Halbinsel üblich war. Da Japan keine Salzvorkommen in den Bergen hat, wird auch heute noch Salz aus dem Meer gewonnen. Außerdem gibt es auch Ausstellungsstücke aus anderen Ländern, beispielsweise ein 1,4 Tonnen schweres Stück Steinsalz aus Polen.
Eine Sammlung alter Ukiyo-e Bilder, die die weite Verbreitung von Tabak im alten Japan darstellt, vervollständigt die Ausstellung.